# Rhizomolgula japonica
Rhizomolgula japonica is een zakpijpensoort uit de familie van de Molgulidae. De wetenschappelijke naam van de soort is voor het eerst geldig gepubliceerd in 1926 door Oka.